# Az utolsó mozielőadás
Az utolsó mozielőadás (eredeti cím: The Last Picture Show) 1971-ben bemutatott fekete-fehér amerikai filmdráma, melyet Peter Bogdanovich rendezett. A forgatókönyvet Larry McMurtryval közösen írta, McMurtry azonos című, részben önéletrajzi ihletésű 1966-os regényéből. A főbb szerepekben Timothy Bottoms, Jeff Bridges, Ellen Burstyn, Ben Johnson, Cloris Leachman és Cybill Shepherd látható.
1971. október 22-én mutatták be a mozikban a Columbia Pictures forgalmazásában. A film bevételi és kritikai téren is sikert aratott. A 44. Oscar-gálán nyolc kategóriában jelölték a díjra, ebből a legjobb férfi mellékszereplő (Bridges) és a legjobb női mellékszereplő (Leachman) díjakar nyerte meg.
1998-ban bekerült a Kongresszusi Könyvtár Nemzeti Filmadatbázisába, mint „kulturálisan, történelmileg vagy esztétikailag jelentős” film.
Bogdanovich 1990-ben rendezte meg a Texasville című folytatást, McMurtry azonos című 1987-es művéből, az eredeti film szereplőit felvonultatva. Ez azonban nem tudta megismételni elődje sikereit.

## Cselekmény
1951-ben Sonny Crawford és Duane Jackson középiskolai végzősök és barátok, a texasi Anarene nevű olajvárosban élnek. Duane barátnője Jacy Farrow, a város leggazdagabb lánya. Sonny titokban szerelmes Jacybe és nemsokára szakít saját párjával, Charlene Duggs-szal.
A karácsonyi táncmulatságon Lester Marlow meghívja Jacyt egy gazdag fiú, Bobby Sheen otthonába, egy meztelen medencés partira. A tánc közben Sonny megcsókolja Ruth Poppert, a középiskolai edző boldogtalan házasságban élő, negyvenes feleségét. Jacy elmegy a medencés buliba, ahol Bobby bepróbálkozik nála, majd közli vele: nem fekszik le szűz lányokkal. Duane, Sonny és barátaik eközben elviszik náluk fiatalabb, szellemileg visszamaradott társukat, Billyt egy prostituálthoz, hogy a fiú elveszítse szüzességét. A helyi üzletembert, az Oroszlán becenévre hallgató Samet feldühíti, ahogyan a srácok Billyvel bánnak, és kitiltja őket üzleteiből: ami a városka összes szórakozási lehetőségét jelenti. Később Sam látja, hogy Sonny kedves a fiúval és visszaengedi őt a kávézójába.
Az újév hétvégéjén Duane és Sonny kiruccannak Mexikóba, Sam (bár életkora miatt nem tud velük tartani), sok szerencsét kíván és költőpénzt ad nekik. A hazatérő, másnapos fiúk értesülnek Sam halálhíréről, aki stroke-ot kapott. Az Oroszlán végrendeletében Sonnyra hagyta a biliárdtermét.
Jacy egy motelszobába invitálja Duane-t szerelmi légyottra, mert szeretné elveszíteni szüzességét és bekerülni Bobby társaságába. Duane azonban képtelen az erekcióra és a lány dühösen elküldi, később pedig telefonon szakít vele. Bobby azonban már feleségül vett egy másik lányt. Az unatkozó, elutasított Jacy lefekszik a nála idősebb Abilene-nel, apja faragatlan művezetőjével és anyja szeretőjével. Abilene az aktus után rendkívül rideg módon viselkedik vele, hazatérve Jacy találkozik anyjával és elsírja magát. A két nő kitárgyalja a férfiak durvaságát.
A szakítás miatt dühös és szomorú Duane egy olajfúrótornyon kap munkát Odessában. Jacy szemet vet Sonnyra, ő hanyagolni kezdi Ruth-ot és Jacy feleségül vételéről álmodozik. Duane hazatér vadonatúj autóján, féltékenységében összeverekszik Sonnyval és egy sörösüveggel megsebzi annak szemét. Sonny kórházba kerül, de ott nem fogadja Ruth látogatását, alvást színlelve.
Jacy és Sonny megszöknek és Oklahomában összeházasodnak. Nászútjukra tartva Jacy bevallja, üzenetet hagyott szüleinek hollétéről és egy rendőr nemsokára meg is állítja a „szökevényeket”. A rendőrségre viszi őket, ahol a Farrows szülők várják őket, az apa, Gene elutasítja Sonnyt és hazaviszi lányát. Az anya, Lois viszi el Sonnyt, útközben elmeséli neki, hogy Sam az Oroszlán volt az egyetlen igazi szerelme fiatalkorában. Az asszony szerint Sonny sokkal jobban járna Ruth-tal, mint Jacyvel. A két fiatal házasságát érvénytelenítik.
Duane a koreai háborúba tart, utolsó estéjén Sonny ellátogat hozzá, és a két barát kibékül egymással. Sonny elmondja neki, hogy Jacy Dallasba ment főiskolára. Elmennek a televíziózás elterjedése miatt hamarosan becsődölő helyi filmszínházba, megnézni az utolsó mozielőadást, a Vörös folyó című westernfilmet. Másnap Duane elutazik és rábízza autóját Sonnyra, amikor megtudja: barátja és Jacy sosem feküdtek le egymással. Sonny megnyitja a biliárdtermet, de ekkor fékcsikorgást hall: egy teherautó halálra gázolta Billyt. A helyiek az együgyű fiút okolják a balesetért és durva szavakkal illetik, Sonny lehordja őket és sírva elviszi az útról az élettelen testet.
A dühös Sonny a város határára hajt, de meggondolja magát és visszatér. Ellátogat Ruth otthonába és egy csésze kávét kér tőle. A depressziós nő kifakad és falhoz vágja a csészét, miközben az őt elhanyagoló Sonnyt szidalmazza. Látva, mennyire lesújtott egykori szeretője is, arra kéri, nézzen rá. Sonny ezt megteszi és finoman megérinti az asszony kezét. Ő ettől megenyhül, megsajnálja a fiút és elkezdi vigasztalni.

## Szereplők
| Szerep           | Színész           | Magyar hang     |
| ---------------- | ----------------- | --------------- |
| Sonny Crawford   | Timothy Bottoms   | Fazekas István  |
| Duane Jackson    | Jeff Bridges      | Oszkay Csaba    |
| Jacy Farrow      | Cybill Shepherd   | Kadnár Orsolya  |
| Sam, az Oroszlán | Ben Johnson       | Simon György    |
| Ruth Popper      | Cloris Leachman   | Bessenyei Emma  |
| Lois Farrow      | Ellen Burstyn     | Dallos Szilvia  |
| Genevieve        | Eileen Brennan    | Gaál Erzsébet   |
| Abilene          | Clu Gulager       | Csikos Gábor    |
| Billy            | Sam Bottoms       | nem szólal meg  |
| Lester Marlow    | Randy Quaid       | Sörös Sándor    |
| Bobby Sheen      | Gary Brockette    |                 |
| Charlene Duggs   | Sharon Taggart    |                 |
| Joe Bob Blanton  | Barc Doyle        | Leisen Antal    |
| Popper edző      | Bill Thurman      |                 |
| Miss Mosey       | Jessie Lee Fulton |                 |
| Gene Farrow      | Robert Glenn      | Szilágyi Tibor  |
| városi seriff    | Joe Heathcock     | Kenderesi Tibor |
| angoltanár       | John Hillerman    | Fonyó István    |
| Tommy Logan      | Frank Marshall    |                 |
| Molly Clarg      | Shannon Malone    |                 |

## Fogadtatás

### Kritikai visszhang
A Rotten Tomatoes-on 116 kritika összegzése után a film 98%-os értékelésen áll. A szöveges összefoglaló szerint: „Nagyszerűen kihasználja a bemutatott korszakot és a helyszínt, Peter Bogdanovich kisvárosi felnövéstörténete szomorú, de megindító klasszikus, tele lenyűgöző alakításokkal”.
Roger Ebert filmkritikus a maximális négy csillagra értékelte és 1971 legjobb filmjének nevezte. Később a legjobb filmeket tartalmazó listájára is felvette. „A film mindenek felett egy hangulat felidézése. Egy városról szól, aminek nincs oka a létezésre, és emberekről, akiknek nincs okuk ott élni. Az egyetlen reményük a vétkezésben van”.

### Fontosabb díjak és jelölések

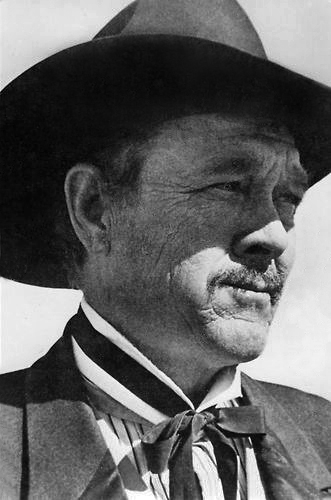
Ben Johnson a filmben játszott szerepéért átvehette a legjobb férfi mellékszereplőnek járó Oscar-, BAFTA- és Golden Globe-díjakat

| Díj              | Kategória                     | Jelölt                              | Eredmény | Ref.  |
| ---------------- | ----------------------------- | ----------------------------------- | -------- | ----- |
| Oscar-díj        | legjobb film                  | Stephen J. Friedman (producer)      | Jelölve  | [ 4 ] |
| Oscar-díj        | legjobb rendező               | Peter Bogdanovich                   | Jelölve  | [ 4 ] |
| Oscar-díj        | legjobb férfi mellékszereplő  | Jeff Bridges                        | Jelölve  | [ 4 ] |
| Oscar-díj        | legjobb férfi mellékszereplő  | Ben Johnson                         | Elnyerte | [ 4 ] |
| Oscar-díj        | legjobb női mellékszereplő    | Ellen Burstyn                       | Jelölve  | [ 4 ] |
| Oscar-díj        | legjobb női mellékszereplő    | Cloris Leachman                     | Elnyerte | [ 4 ] |
| Oscar-díj        | legjobb adaptált forgatókönyv | Larry McMurtry és Peter Bogdanovich | Jelölve  | [ 4 ] |
| Oscar-díj        | legjobb operatőr              | Robert Surtees                      | Jelölve  | [ 4 ] |
| BAFTA-díj        | legjobb film                  | –                                   | Jelölve  | [ 5 ] |
| BAFTA-díj        | legjobb rendező               | Peter Bogdanovich                   | Jelölve  | [ 5 ] |
| BAFTA-díj        | legjobb férfi mellékszereplő  | Ben Johnson                         | Elnyerte | [ 5 ] |
| BAFTA-díj        | legjobb női mellékszereplő    | Eileen Brennan                      | Jelölve  | [ 5 ] |
| BAFTA-díj        | legjobb női mellékszereplő    | Cloris Leachman                     | Elnyerte | [ 5 ] |
| BAFTA-díj        | legjobb forgatókönyv          | Larry McMurtry és Peter Bogdanovich | Elnyerte | [ 5 ] |
| Golden Globe-díj | legjobb filmdráma             | –                                   | Jelölve  | [ 6 ] |
| Golden Globe-díj | legjobb rendező               | Peter Bogdanovich                   | Jelölve  | [ 6 ] |
| Golden Globe-díj | legjobb férfi mellékszereplő  | Ben Johnson                         | Elnyerte | [ 6 ] |
| Golden Globe-díj | legjobb női mellékszereplő    | Ellen Burstyn                       | Jelölve  | [ 6 ] |
| Golden Globe-díj | legjobb női mellékszereplő    | Cloris Leachman                     | Jelölve  | [ 6 ] |
| Golden Globe-díj | az év színésznő felfedezettje | Cybill Shepherd                     | Jelölve  | [ 6 ] |

## Kapcsolódó film
A Texasville, az 1990-es folytatás McMurtry azonos című regényéből készült, szintén Bogdanovich forgatókönyvírói és rendezői közreműködésével. Jeff Bridges, Cybill Shepherd, Timothy Bottoms, Cloris Leachman, Eileen Brennan, Randy Quaid, Sharon Ullrick (leánykori nevén Taggart) és Barc Doyle is visszatért az eredeti szereplők közül.

## Fordítás
- Ez a szócikk részben vagy egészben  a   The Last Picture Show című angol Wikipédia-szócikk ezen változatának fordításán alapul.  Az eredeti cikk szerkesztőit annak laptörténete sorolja fel. Ez a jelzés csupán a megfogalmazás eredetét és a szerzői jogokat jelzi, nem szolgál a cikkben szereplő információk forrásmegjelöléseként.